# Associazione Sportiva Sorrento 1976-1977
Questa voce raccoglie le informazioni riguardanti il Sorrento nelle competizioni ufficiali della stagione 1976-1977.

## Divise
| Casa |

## Rosa
| N. |                   | Ruolo | Calciatore             |
| -- | ----------------- | ----- | ---------------------- |
|    | Italia (bandiera) | D     | Antonio Bellopede      |
|    | Italia (bandiera) | D     | Beniamino Borchiellini |
|    | Italia (bandiera) |       | Bosnia                 |
|    | Italia (bandiera) | A     | Paolino Bozza          |
|    | Italia (bandiera) | A     | Mario Capitani         |
|    | Italia (bandiera) | C     | Alessandro Ceccaroni   |
|    | Italia (bandiera) | D     | Franco Cremaschini     |
|    | Italia (bandiera) | A     | Sandro Crispino        |
|    | Italia (bandiera) | A     | Giuseppe Cuomo         |
|    | Italia (bandiera) | P     | Antonio Di Milla       |
|    | Italia (bandiera) | C     | Giuliano Duranti       |
|    | Italia (bandiera) | D     | Gianni Facchinello     |

| N. |                   | Ruolo | Calciatore           |
| -- | ----------------- | ----- | -------------------- |
|    | Italia (bandiera) | C     | Giovanni Famiglietti |
|    | Italia (bandiera) | D     | Antonino Fiorile     |
|    | Italia (bandiera) | C     | Luigi Iovine         |
|    | Italia (bandiera) | C     | Gaetano Mauro        |
|    | Italia (bandiera) | P     | Massimo Meola        |
|    | Italia (bandiera) | C     | Franco Mirti         |
|    | Italia (bandiera) |       | Odorico              |
|    | Italia (bandiera) | A     | Paolo Pennini        |
|    | Italia (bandiera) | C     | Antonino Silvestri   |
|    | Italia (bandiera) | D     | Nino Tocci           |
|    | Italia (bandiera) | C     | Giancarlo Torresi    |
|    | Italia (bandiera) | C     | Enrico Venditelli    |